# Coilodesme californica
Espèce
Coilodesme californica est une espèce d'algues brunes de la famille des Chordariaceae (ordre des Ectocarpales) selon AlgaeBase (31 oct. 2012), Catalogue of Life (31 oct. 2012), NCBI (31 oct. 2012) et World Register of Marine Species (31 oct. 2012) ou bien de la famille des Laminariaceae (ordre des Laminariales) selon ITIS (31 oct. 2012).